# Сарыхобдинский сельский округ
Сарыхобдинский сельский округ (каз. Сарықобда ауылдық округі) — административно-территориальное образование в Алгинском районе Актюбинской области.

## Населённые пункты
В состав Сарыхобдинского сельского округа входит 2 села: Болгарка (480 жителей), Сарыхобда (428 жителей).

## Численность населения
| Численность населения | Численность населения |
| 1999                  | 2009                  |
| --------------------- | --------------------- |
| 1735                  | ↘908                  |

### Перепись населения 1999
| № | Населённый пункт | Население |
| - | ---------------- | --------- |
| 1 | с. Болгарка      | 922       |
| 2 | а. Сарыхобда     | 813       |
|   | Всего            | 1735      |

### Перепись населения 2009
| № | Населённый пункт | Население |
| - | ---------------- | --------- |
| 1 | с. Болгарка      | 480       |
| 2 | а. Сарыхобда     | 428       |
|   | Всего            | 908       |